# 储诚斌
储诚斌，管理科学与工程专家，中华人民共和国教育部长江学者讲座教授，埃菲尔大学教授、福州大学教授，主要从事主要从事运筹与管理、生产计划与调度等方面的研究工作。